# Cutry (Aisne)
Cutry ist eine französische Gemeinde mit 126 Einwohnern (Stand: 1. Januar 2022) im Département Aisne in der Region Hauts-de-France. Sie gehört zum Arrondissement Soissons und zum Kanton Vic-sur-Aisne.

## Geographie
Die Gemeinde Cutry liegt am Flüsschen Retz, elf Kilometer westsüdwestlich von Soissons. Nachbargemeinden von Cutry sind Laversine im Nordwesten, Ambleny im Norden, Dommiers im Osten, Saint-Pierre-Aigle im Süden und Cœuvres-et-Valsery im Südwesten.

## Geschichte
Während des Ersten Weltkriegs, am 18. Juli 1918, war der Ort Schauplatz des Gefechts von Château-Thierry.

## Bevölkerungsentwicklung
| Jahr                       | 1962 | 1968 | 1975 | 1982 | 1990 | 1999 | 2006 | 2013 | 2021 |
| -------------------------- | ---- | ---- | ---- | ---- | ---- | ---- | ---- | ---- | ---- |
| Einwohner                  | 126  | 101  | 77   | 90   | 88   | 98   | 110  | 125  | 127  |
| Quellen: Cassini und INSEE |      |      |      |      |      |      |      |      |      |

## Sehenswürdigkeiten

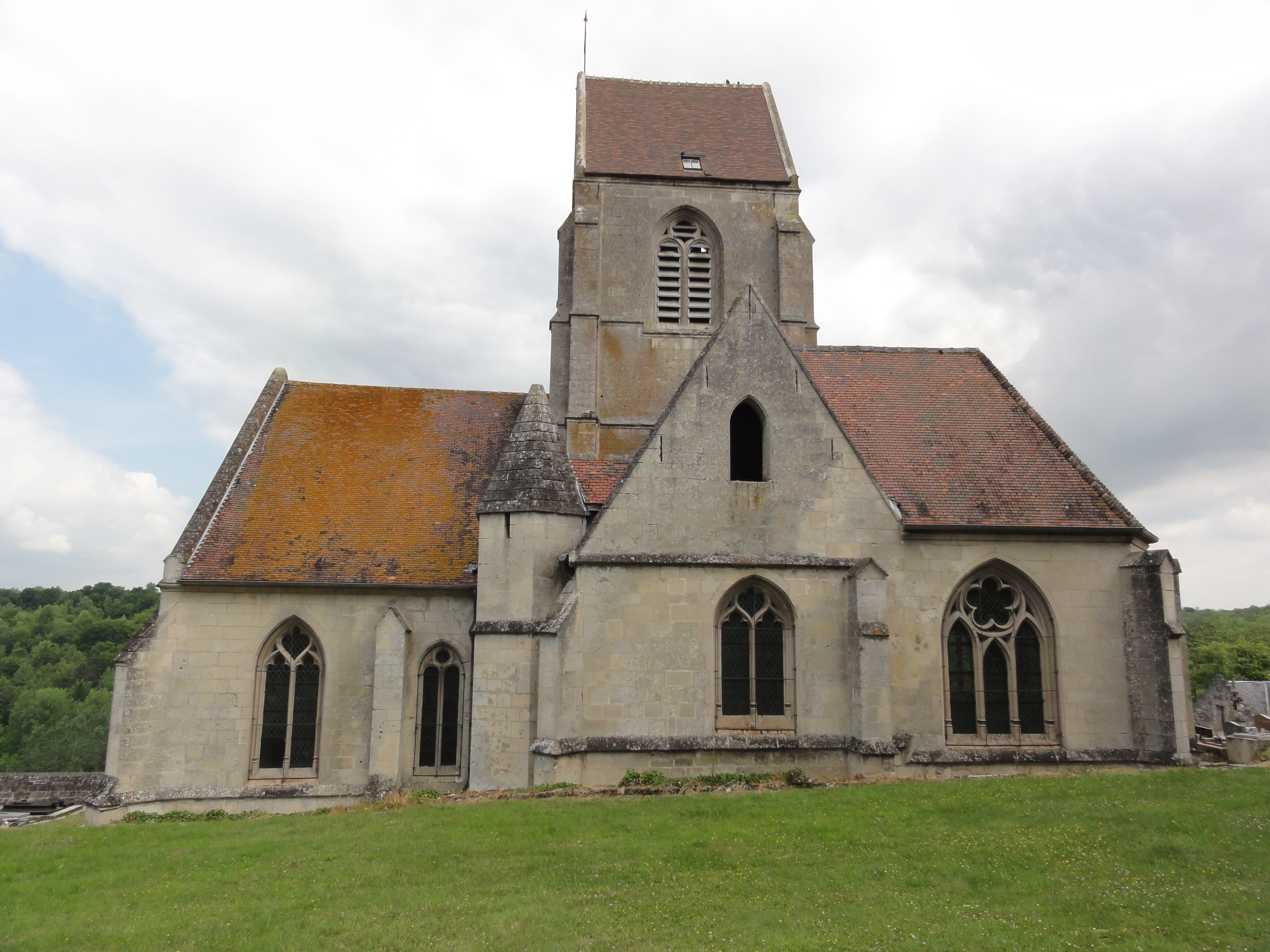
Kirche Saint-Martin

- Kirche Saint-Martin